# MLB: The Show
Az MLB: The Show Major League Baseball-videojátéksorozat, melyet a SIE San Diego Studio fejleszt és a Sony Interactive Entertainment jelentet meg. A sorozat 2006-ban mutatkozott be az MLB 06: The Show című epizóddal, mely PlayStation 2 és PlayStation Portable platformokra jelent meg. A sorozatnak 2006 óta minden évben jelent meg új része. A 2007-es MLB 07: The Show és a 2016-os MLB The Show 16 közötti összes epizód PlayStation 3 asztali konzolra is megjelent. A 2012 márciusában megjelent MLB 12: The Show volt a sorozat első olyan tagja, mely PlayStation 2-re vagy PlayStation Portable-re sem volt elérhető, illetve az első, amely viszont PlayStation Vita kézikonzolra is megjelent. PlayStation Vitára a 2015-ös MLB 15: The Show, míg PlayStation 3-ra a 2016-os következő részig jelent meg a sorozat, illetve az MLB 14: The Show óta PlayStation 4-re is elérhető.
A sorozat tagjainak célja a baseball, illetve azon belül is a Major League Baseball legélethűbbb szimulálása. A sorozat a 989 Studios MLB sorozatának utódja.

## Játékok
| Cím              | Megjelenés                                        | Borítón szereplő játékos (csapat) | Platform                                                |
| ---------------- | ------------------------------------------------- | --- | ------------------------------------------------------- |
| MLB 06: The Show | 2006. február 28.                                 | David Ortiz (Boston Red Sox) Pak Cshanho (San Diego Padres) (dél-koreai kiadás) | PlayStation 2, PlayStation Portable                     |
| MLB 07: The Show | 2007. február 26. (PS2/PSP) 2007. május 15. (PS3) | David Wright (New York Mets) | PlayStation 2, PlayStation 3, PlayStation Portable      |
| MLB 08: The Show | 2008. március 4.                                  | Ryan Howard (Philadelphia Phillies) | PlayStation 2, PlayStation 3, PlayStation Portable      |
| MLB 09: The Show | 2009. március 3.                                  | Dustin Pedroia (Boston Red Sox) | PlayStation 2, PlayStation 3, PlayStation Portable      |
| MLB 10: The Show | 2010. március 2.                                  | Joe Mauer (Minnesota Twins) | PlayStation 2, PlayStation 3, PlayStation Portable      |
| MLB 11: The Show | 2011. március 8.                                  | Joe Mauer (Minnesota Twins) | PlayStation 2, PlayStation 3, PlayStation Portable      |
| MLB 12: The Show | 2012. március 6.                                  | Adrián González (Boston Red Sox) (Amerikai Egyesült Államok-beli kiadás) José Bautista (Toronto Blue Jays) (kanadai kiadás) | PlayStation 3, PlayStation Vita                         |
| MLB 13: The Show | 2013. március 5.                                  | Andrew McCutchen (Pittsburgh Pirates) (Amerikai Egyesült Államok-beli kiadás) José Bautista (Toronto Blue Jays) (kanadai kiadás) Csen Vejjin (Baltimore Orioles) (tajvani kiadás)                                              | PlayStation 3, PlayStation Vita                         |
| MLB 14: The Show | 2014. április 1. (PS3/Vita) 2014. május 6. (PS4)  | Miguel Cabrera (Detroit Tigers) (Amerikai Egyesült Államokbéli kiadás) Brett Lawrie (Toronto Blue Jays) (kanadai kiadás) Cshu Szinszu (Texas Rangers) (dél-koreai kiadás) Csen Vejjin (Baltimore Orioles) (tajvani kiadás)     | PlayStation 3, PlayStation 4, PlayStation Vita          |
| MLB 15: The Show | 2015. március 31.                                 | Yasiel Puig (Los Angeles Dodgers) (Amerikai Egyesült Államokbéli kiadás) Russell Martin (Toronto Blue Jays) (kanadai kiadás) Cshu Szinszu (Texas Rangers) (dél-koreai kiadás) Csen Vejjin (Baltimore Orioles) (tajvani kiadás) | PlayStation 3, PlayStation 4, PlayStation Vita          |
| MLB The Show 16  | 2016. március 29.                                 | Josh Donaldson (Toronto Blue Jays) (Amerikai Egyesült Államokbéli és kanadai kiadás) Kang Dzsongho (Pittsburgh Pirates) (dél-koreai kiadás) Csen Vejjin (Miami Marlins) (tajvani kiadás)                                       | PlayStation 3, PlayStation 4                            |
| MLB The Show 17  | 2017. március 28.                                 | Ken Griffey Jr. (Seattle Mariners) (Amerikai Egyesült Államokbéli kiadás) Aaron Sanchez (Toronto Blue Jays) (kanadai kiadás) Kim Hjonszu (Baltimore Orioles) (dél-koreai kiadás) Csen Vejjin (Miami Marlins) (tajvani kiadás)  | PlayStation 4                                           |
| MLB The Show 18  | 2018. március 27.                                 | Aaron Judge (New York Yankees) (Amerikai Egyesült Államokbéli kiadás) Marcus Stroman (Toronto Blue Jays) (kanadai kiadás) | PlayStation 4                                           |
| MLB The Show 19  | 2019. március 26.                                 | Bryce Harper (Philadelphia Phillies) | PlayStation 4                                           |
| MLB The Show 20  | 2020. március 17.                                 | Javier Báez (Chicago Cubs) | PlayStation 4                                           |
| MLB The Show 21  | 2021. április 20.                                 | Fernando Tatís Jr. (San Diego Padres) | PlayStation 4, PlayStation 5, Xbox One, Xbox Series X/S |

## Kommentátorok
| Név             | 06   | 07   | 08   | 09   | 10   | 11   | 12   | 13   | 14   | 15   | 16   | 17   | 18   | 19   | 20   | Összes szereplés |
| --------------- | ---- | ---- | ---- | ---- | ---- | ---- | ---- | ---- | ---- | ---- | ---- | ---- | ---- | ---- | ---- | ---------------- |
| Matt Vasgersian | Igen | Igen | Igen | Igen | Igen | Igen | Igen | Igen | Igen | Igen | Igen | Igen | Igen | Igen | Igen | 15               |
| Dave Campbell   | Igen | Igen | Igen | Igen | Igen | Igen | Igen |      |      |      |      |      |      |      |      | 7                |
| Rex Hudler      | Igen | Igen | Igen | Igen | Igen | Igen |      |      |      |      |      |      |      |      |      | 6                |
| Eric Karros     |      |      |      |      |      | Igen | Igen | Igen | Igen | Igen | Igen |      |      |      |      | 6                |
| Steve Lyons     |      |      |      |      |      |      |      | Igen | Igen | Igen | Igen |      |      |      |      | 4                |
| Harold Reynolds |      |      |      |      |      |      |      |      |      |      |      | Igen |      |      |      | 1                |
| Dan Plesac      |      |      |      |      |      |      |      |      |      |      |      | Igen | Igen | Igen | Igen | 4                |
| Mark DeRosa     |      |      |      |      |      |      |      |      |      |      |      |      | Igen | Igen | Igen | 3                |
| Heidi Watney    |      |      |      |      |      |      |      |      |      |      |      |      |      | Igen | Igen | 2                |
| Justin Allegri  |      |      |      |      |      |      |      |      |      | Igen | Igen | Igen | Igen | Igen | Igen | 6                |
| Összesen        | 3    | 3    | 3    | 3    | 3    | 4    | 3    | 3    | 3    | 4    | 4    | 4    | 4    | 5    | 5    |                  |